# Guillén de Leví
Guillén de Leví fue un pintor español de estilo italo-gótico de la escuela aragonesa del siglo XIV y Principios del siglo XV, sus obras están documentadas entre 1378 y 1408. Descendía de una familia de artistas de origen judío o judeoconverso, era tío del también pintor Juan de Leví, considerado unos de los maestros de la escuela del gótico aragonés.

## Obras

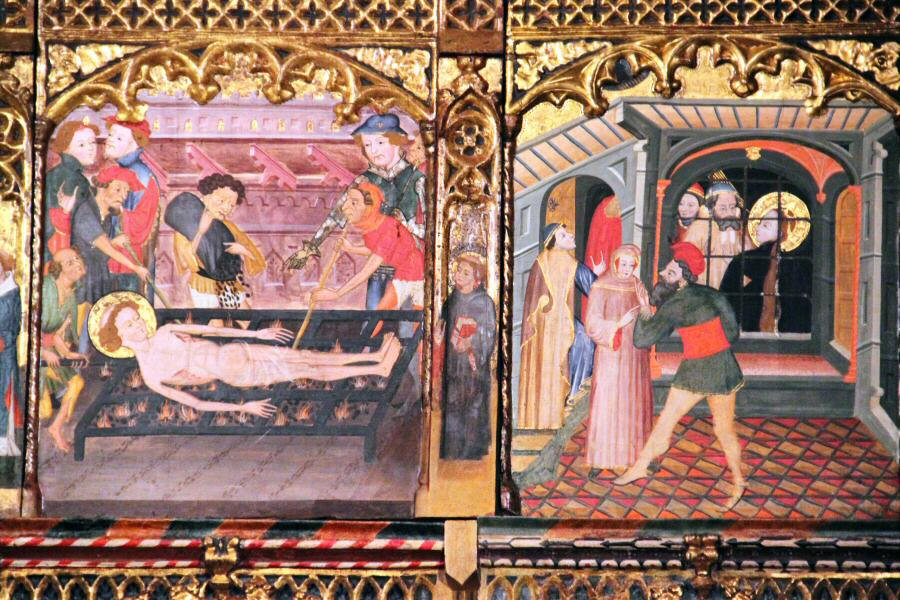
Tablas del Retablo de los Lorenzo, Prudencio y Catalina, ubicadas en la catedral de Tarazona, en las que pudo colaborar con su sobrino Juan de Leví.

Su estilo es casi desconocido ya que todas sus obras documentadas han desaparecido o se atribuyen a él.

### Obras Atribuidas
- Retablo relicario del Monasterio de Piedra con el ciclo narrativo de la vida de la Virgen, nacimiento y pasión de Cristo de 1390 ubicado actualmente en la Real Academia de la Historia.
- Retablo de los santos Lorenzo, Prudencio y Catalina, Catedral de Tarazona hecho entre 1401 y 1408.[2]
- Tabla de la Crucifixión, iglesia parroquial de Pedrola .
- Ángeles ceriferarios de la techumbre de la capilla de Nuestra Señora de los Ángeles del castillo-palacio de Mesones de Isuela.[2]

### Obras Desaparecidas
- Retablo de san Vicente y san Mateo, capilla de Miguel de Capiella, convento de San Francisco de Zaragoza de 1385.
- Retablo de santa María y retablo de san Martín, capilla de Inés Pérez de Enbun, La Almunia de Doña Godina de 1386.
- Retablo de la capilla de Miguel Martínez de la Cueva, iglesia de los dominicos de Calatayud de 1392.[2]